# ロンドン芸術大学
ロンドン芸術大学（University Of The Arts London、略称 UAL）は、アートデザイン、ファッション、コミュニケーションなどの分野を中心とした、6つの国立の芸術系単科大学（カレッジ）からなる大学連合。
大学・大学院には、英国に限らず世界100カ国以上の国々から24,000名に上る学生が在籍しており、ヨーロッパ最大規模の芸術系大学・大学院のひとつである。卒業生からは、ロンドン芸術大学名誉教授でもあるジミー・チュー、ジョン・ガリアーノ、アレキサンダー・マックイーン、ステラ・マッカートニー、ジェームズ・ダイソン、テレンス・コンラン、ジャーヴィス・コッカーら、著名アーティスト、デザイナー、クリエイターを多く輩出している。

## 構成カレッジ
キャンバーウェル・カレッジ・オブ・アーツ（Camberwell College of Arts）
芸術やデザインの基礎を理論と実践の両面から身に付ける幅広い専門的なコースを持つ。銀細工、彫刻、陶器、グラフィック、美術史、修復等の学部、大学院コースおよびファンデーションコースを擁する。
  セントラル・セント・マーチンズ（Central Saint Martins)
ロンドン芸術大学の中で、一番規模が大きく、ファッション、アートデザイン分野で世界を代表する大学のひとつ。ファイン・アート、セラミック、ファッション、グラフィック、ジュエリーデザイン、 プロダクト・デザイン、テキスタイル、シアター等のコースを擁する。
  チェルシー・カレッジ・オブ・アーツ（Chelsea College of Arts）
芸術大学として世界のなかでも長い歴史を持つ大学で、絵画、彫刻、印刷、メディア、テキスタイル、室内装飾、 インテリア建築、ステンドグラス等を自由な組み合わせで履修することができる。2年間で修了できるデザイン（ Textile Design、Interior Design、Public Art & Design）の大学課程を持つ。
  ロンドン・カレッジ・オブ・コミュニケーション（London College of Communication)
英国のなかでもトップレベルのコミュニケーションや放送、メディアのための設備を整える実践的なメディア・コミュニケーション系の大学。コースは基礎レベルから大学院レベルまで幅広く、映画、写真、印刷、出版、ジャーナリズム、グラフィック、広告、販売など多彩。 現在まで世界の第一線で活躍する多くのプロを送り出している。
  ロンドン・カレッジ・オブ・ファッション（London College of Fashion）
イギリスで唯一のファッション系専門大学。ファッションの制作のほか、ファッション・ビジネス、マーケティング販売、メディア、プロモーション、ヘアーとメイクアップ、ビューティー・セラピーなど、広くファッション領域のコースを抱えている。
  ウィンブルドン・カレッジ・オブ・アーツ（Wimbledon College of Arts）
2006年からロンドン芸術大学のカレッジとなる。ファインアートとシアターの専門家たちの協力を得て世界中から入学する学生達が独自の芸術を育んできたカレッジである。ファインアート学科は質の高い制作実技や芸術理論などを専門とするプログラムを提供し、シアター学科は舞台芸術に関する学部から大学院課程まである。

## 著名な卒業生
キャンバーウェル・カレッジ・オブ・アーツ
- マイク・リー (映画監督)
- マギ・ハンブリング (画家)
- ハワード・ホジキン (画家、版画家)

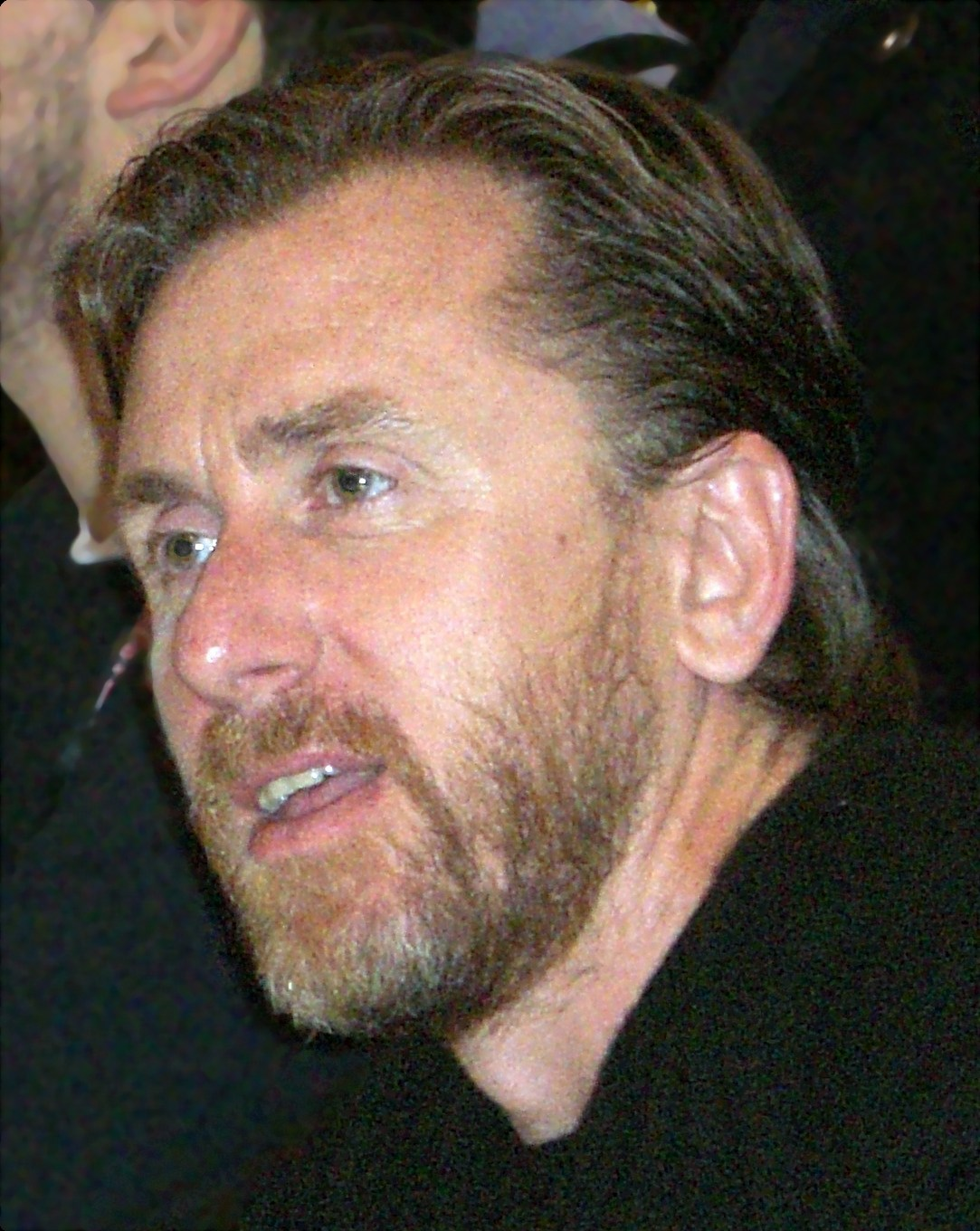
ティム・ロス

- ローレンス・ルエリン・ボウエン (デザイナー)
- リチャード・ロング (彫刻家)
- ピーター・キンダーズリー (ドーリング・キンダースリー創立者)
- ティム・ロス (俳優)

チェルシー・カレッジ・オブ・アーツ

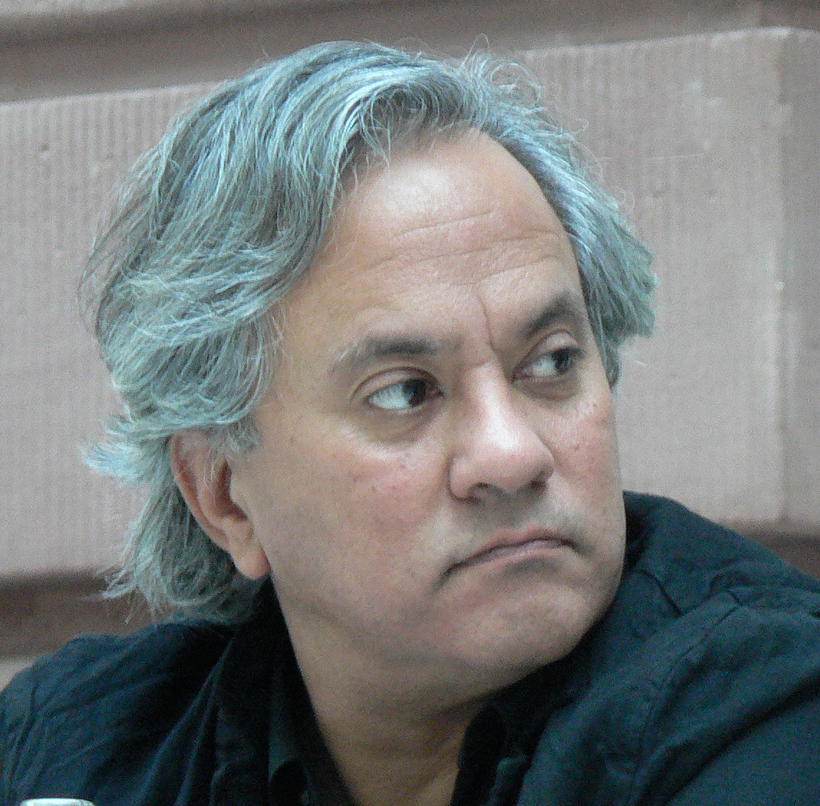
アニッシュ・カプーア

- クェンティン・ブレイク (イラストレーター、作家)
- レイフ・ファインズ (俳優)
- アニッシュ・カプーア (彫刻家)
- イアン・マッケイ (ライター)
- スティーブ・マックイーン (アーティスト)
- クリス・オフィリ (アーティスト)
- アラン・リックマン (俳優)
- アレクセイ・セイル (コメディアン)
- ギャビン・ターク (彫刻家)

セントラル・セント・マーチンズ

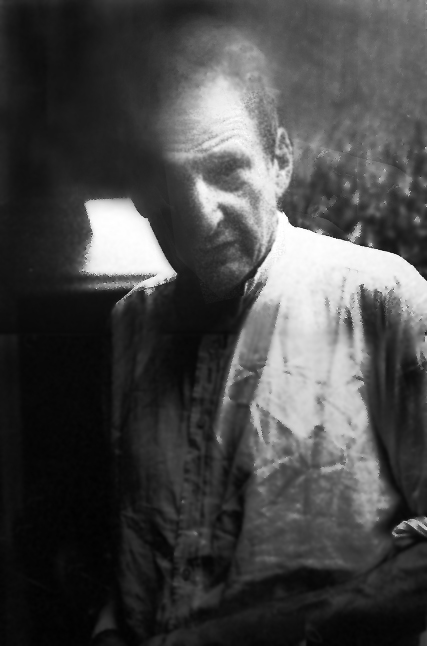
ルシアン・フロイド

- テレンス・コンラン (家具デザイナー、インテリアデザイナー、レストラン経営者)
- ルシアン・フロイド (画家)
- ギルバート&ジョージ (アーティスト)
- ジョン・ガリアーノ (ファッション・デザイナー)
- アントニー・ゴームリー (彫刻家)
- ジョン・ハート (俳優)
- アンソニー・ジェームス (アーティスト)
- ディラン・ジョーンズ (ジャーナリスト)
- ソフィア・ココサラキ (ファッション・デザイナー)
- ステラ・マッカートニー (ファッション・デザイナー)
- アレキサンダー・マックイーン (ファッション・デザイナー)
- フアン・ムニョス (アーティスト)
- マシュー・ウィリアムソン (ファッション・デザイナー)
- ライト・アンド・ティーグ (ジュエラー)
- ショーン・オマラ (グラフィック・デザイナー)
- ディビット E.カーター (グラフィック・デザイナー)
- キャサリン・ハムネット (ファッション・デザイナー)
- ポール・スミス (ファッション・デザイナー)
- コリン・ファース (俳優)
- 高屋永遠 (美術家・画家)
- ジャーヴィス・コッカー(パルプ のボーカリスト)

バイアム・ショウ美術学校卒業生
- マシュー・コリングス (美術批評家、テレビ司会者)
- ジェームズ・ダイソン (インダストリアル・デザーナー ダイソン創立者)
- モナ・ハトゥム (ビデオ／インスタレーション・アーティスト)

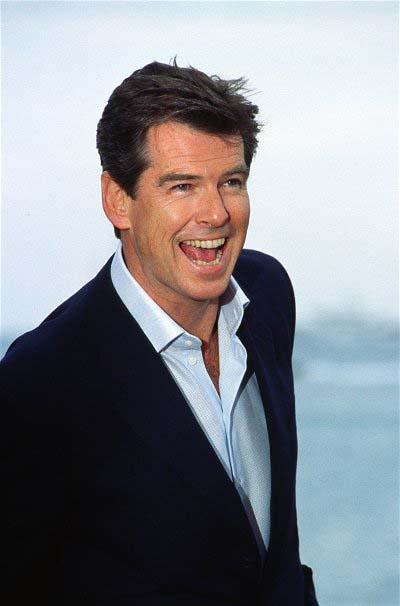
ピアース・ブロスナン

ロンドン演劇学校卒業生
- ポール・ベタニー (俳優)
- ピアース・ブロスナン (俳優)
- サイモン・キャロウ (俳優)
- コリン・ファース (俳優)
- タラ・フィッツジェラルド (俳優)
- ヘレン・マックロリー (俳優)
- ジョン・シム (俳優)
- ペネロープ・ウィルトン (俳優)
- アンヌ＝マリー・ダフ (俳優)

ロンドン・カレッジ・オブ・コミュニケーション
- ネヴィル・ブロディ (タイポグラファー)
- ボニー・ライト (俳優)
- モーリー・ディニーン (ドキュメンタリー映画監督)
- クレイグ・ドイル (テレビ司会者)
- ジェファーソン・ハック (編集者)
- ジョン・ロイド (グラフィック・デザイナー)
- ラット・ブリーズ・ルクセンバーグ (写真家)
- ジョン・ランキン・ワッデル (ファッション写真家)
- チャールズ・サーチ (実業家、アートコレクター、 サーチ・ギャラリー創立者)
- ポール・アンダーソン (ジャーナリスト)
- ジェーン・ルート (BBC2])
- レベッカ・ウェイド (編集者)
- アンソニー・ドッド・マントル (シネマトグラファー)

ロンドン・カレッジ・オブ・ファッション
- ジョナサン・アンダーソン (ファッション・デザイナー)
- シャーロット・オリンピア (靴・小物デザイナー)
- エリン・オコナー (モデル)
- ミッヒ・ダルチェ (ファッション・デザイナー)
- カースティ・ギャラチャー (スポーツ司会者)
- ビビ・ラッセル (ファッション・デザイナー)
- クリス・リュー (ファッション・デザイナー)
- パトリック・コックス (靴デザイナー)
- レイチェル・スティーヴンス (歌手、女優、モデル)
- アレック・ウェック (モデル)
- ウィリアム・テンペスト (ファッション・デザイナー)
- ジミーチュウ (靴デザイナー)
- パトリック・コックス (靴デザイナー)
- ベアトリックス・オング (靴デザイナー)

ウィンブルドン・カレッジ・オブ・アーツ

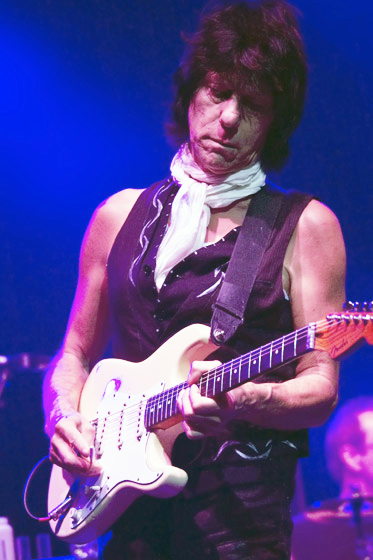
ジェフ・ベック

- ジェームズ・アシュソン (コスチューム・デザイナー)
- ジェフ・ベック (ミュージシャン、ヤードバーズ)
- レイモンド・ブリッグス (イラストレーター、漫画家、作家 スノーマン)
- トニー・クラッグ (彫刻家)
- ピーター・ドイグ (アーティスト)
- サラ・グリーンウッド (プロダクション・デザイナー)
- リチャード・ハドソン (セット・デザイナー)
- チャールズ・ノッド (コスチューム・デザイナー)
- フィービー・フィロ (ファッション・デザイナー)
- マーク・ティルデスリー (プロダクション・デザイナー)
- アンソニー・ウォード (シアター・デザーナー)